# Marcia Chatelain

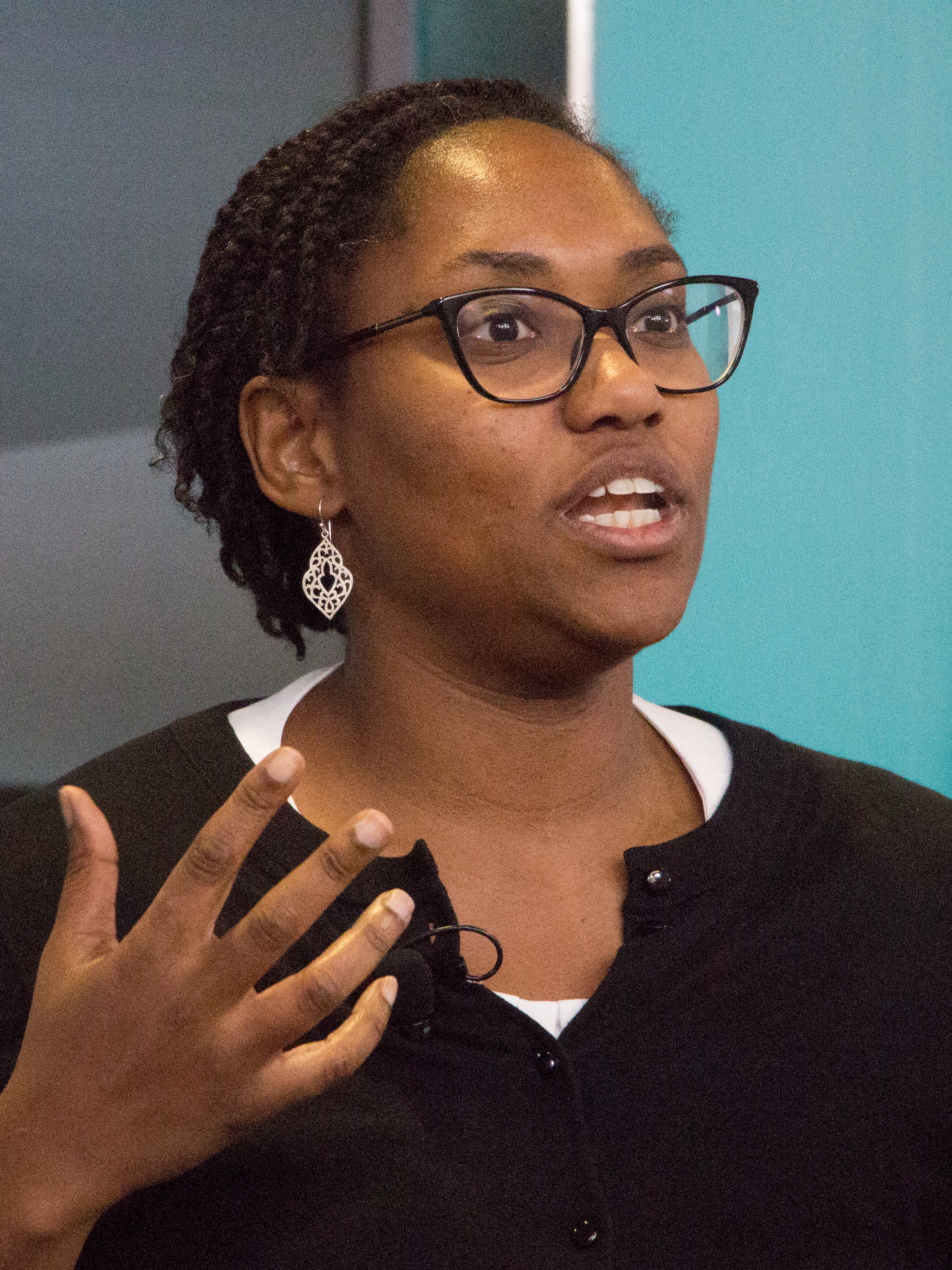
Marcia Chatelain 2018

Marcia Chatelain (* 2. November 1979 in Chicago, Illinois) ist eine US-amerikanische Professorin für Geschichte und African American Studies an der Georgetown University. Im Jahr 2021 wurde sie für ihr Buch Franchise: The Golden Arches in Black America mit dem Pulitzer-Preis für Geschichte ausgezeichnet.

## Leben

### Ausbildung
Marcia Chatelain wuchs in Chicago, Illinois auf und besuchte dort katholische Schulen. Sie machte ihren Abschluss an der University of Missouri im Jahr 2001, mit den Studienfächern Journalismus und Religionswissenschaft. Danach arbeitete sie als Resident Scholar an der Harry S. Truman Scholarship Foundation. Chatelain erhielt ihr A.M. und Ph.D. in American Civilization von der Brown University, die sie im Jahr 2008 verließ, und wurde mit dem Black Studies Dissertation Fellowship der University of California-Santa Barbara ausgezeichnet.
Chatelain arbeitete als Reach for Excellence mit einer Assistenzprofessur für Honors and African American Studies am Honors College der University of Oklahoma, bevor sie Provost's Distinguished Associate Professor für Geschichte und African American Studies an der Georgetown University wurde.

### #FergusonSyllabus
Im Jahr 2014, nach der Erschießung von Michael Brown in Ferguson, Missouri, mobilisierte Chatelain andere Wissenschaftler auf Twitter, um mit ihren Studenten über die Geschehnisse in Ferguson zu sprechen und zu einer Crowdsourced-Leseliste beizutragen, die als #FergusonSyllabus bekannt wurde. Der Erfolg des Lehrangebotes hat zu anderen Crowdsourced-Lehrangeboten geführt, um auf nationale Tragödien zu reagieren. Der Chronicle of Higher Education ernannte sie 2016 zu einem Top Influencer im akademischen Bereich, in Anerkennung des Erfolgs des #FergusonSyllabus.

### Podcast
Im Jahr 2017 trug Chatelain zum „Undisclosed“ Podcast als ansässige Historikerin bei. Derzeit (Stand: Sommer 2021) moderiert sie den Slate Podcast The Waves über Feminismus, Gender und Populärkultur.

### Auszeichnungen und Ehrungen
Chatelain erhielt Auszeichnungen von der Ford Foundation, der American Association of University Women und dem German Marshall Fund. Sie hat Lehrpreise der Georgetown University gewonnen und ist Mitglied der Arbeitsgruppe Sklaverei, Erinnerung und Versöhnung. Im Jahr 2019 wurde Chatelain zum Andrew Carnegie Fellow ernannt. Sie diente auch als Eric and Wendy Schmidt Fellow bei der New America Foundation.
Chatelain wurde 2021 mit dem Pulitzer Prize for History für ihr Buch Franchise: The Golden Arches in Black America ausgezeichnet. 2023 wurde sie in die American Academy of Arts and Sciences gewählt.

### Werk
Chatelain brachte zwei Bücher heraus: South Side Girls: Growing up in the Great Migration (Duke University Press, 2015), über die Geschichte von Chicagos Great Migration gesehen durch die Augen eines schwarzen Mädchens sowie Franchise: The Golden Arches in Black America (Boni & Liveright/W. W. Norton & Company, 2020) über die Geschichte der Beziehung zwischen Bürgerrechtsbewegung und der Fast Food-Industrie.